# Hasas törpecsiga
A hasas törpecsiga (Vertigo moulinsiana) vizes réteken élő, Európában elterjedt, kis méretű csigafaj.

## Megjelenése

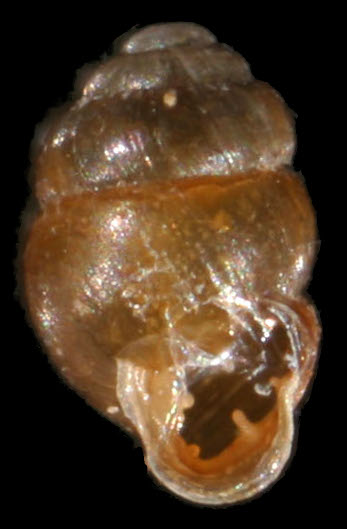
A hasas törpecsiga háza

A törpecsiga háza mindössze 2,2-2,7 mm magas és 1,3-1,6 mm széles. Tojás alakú, sárgás-vöröses barna színű, áttetsző, fényes; csúcsa lekerekített. 4-5 kanyarulata kevéssé, de sűrűn rovátkoltak, kerekek, közöttük a varratok jól elkülöníthetőek. Az utolsó kanyarulat igen nagy, a ház teljes magasságának kétharmadát is kiteheti. Szájadékában négy fogszerű nyúlvány (egy felül, egy a tengely felőli oldalon, kettő pedig a külső oldalon) található.
Maga a csiga feje és csápjai sötétszürke-feketék, lába világosszürke vagy szürkésfehér. Csak nagy csápjai vannak, száj melletti tapogatói hiányoznak.
Tudományos nevét a 19. századi francia természetbúvár, Charles des Moulins tiszteletére kapta.

## Elterjedése
Európai faj, Szicíliától Dél-Skandináviáig, a Brit-szigetektől a Volgáig fordul elő, de szórványosan Észak-Afrikában (Marokkó és Algéria) is megtalálták. Legnagyobb populációi Délkelet-Angliában találhatók. Sehol sem gyakori, több országban kritikusan meggyérültek populációi. Svájcban 600 m tengerszint fölötti magasságig él. Magyarországon az egész országban előfordul ahol élőhelyei, a vizes, lápos rétek megtalálhatóak a Mecsektől a Szigetközig és Szabolcs-Szatmár vármegyéig.    

## Életmódja

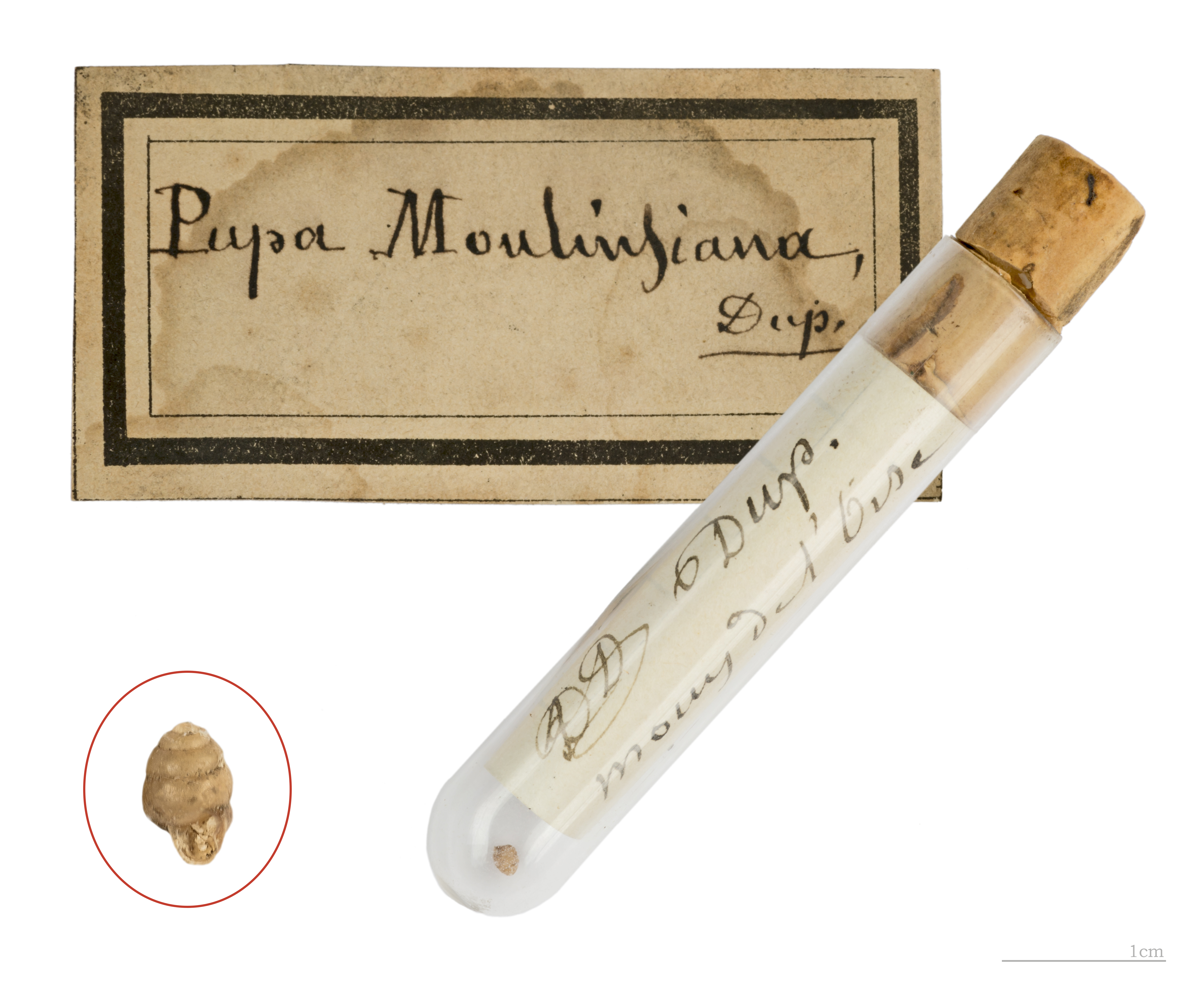
A faj holotípusa a Toulouse-i Természetrajzi Múzeumban

Nedvességkedvelő faj, kalciumban gazdag vizes réteken, lápokon, folyó- és tópartokon él. Gyakran felmászik a vízparti növényekre, 30–50 cm magasságig. Megfigyelték, hogy ilyenkor a fiatal csigák vannak közelebb a földhöz és az idősek akár 1 méterig is felmerészkednek. A telet is fűszálakhoz, kórókhoz tapadva vészeli át, ritkábban a fű között, a mohában bújik meg. Nehezen viseli élőhelye bolygatását, rendszeresen kaszált vagy legelt réteken nem fordul elő. Tápláléka a vízparti növények felszínére tapadó alacsonyabbrendű gombákból áll.
Szaporodási időszaka áprilistól szeptemberig tart, Összesen 20 petéjét (0,65-0,85 mm) 2-3 nap alatt egyesével rakja le a mohára vagy fűszálakra a vízfelszínhez közel. Az időjárástól függően a peték 10-22 nap alatt kelnek ki (hűvös, 13 °C körüli időben ez két hónapra is kitolódhat)), a csigák kb. 3 hónap alatt érik el a végső méretüket. Általában két, ritkábban három évig élnek.
Magyarországon védett, természetvédelmi értéke 5000 Ft. 